# Bronisław Możejko

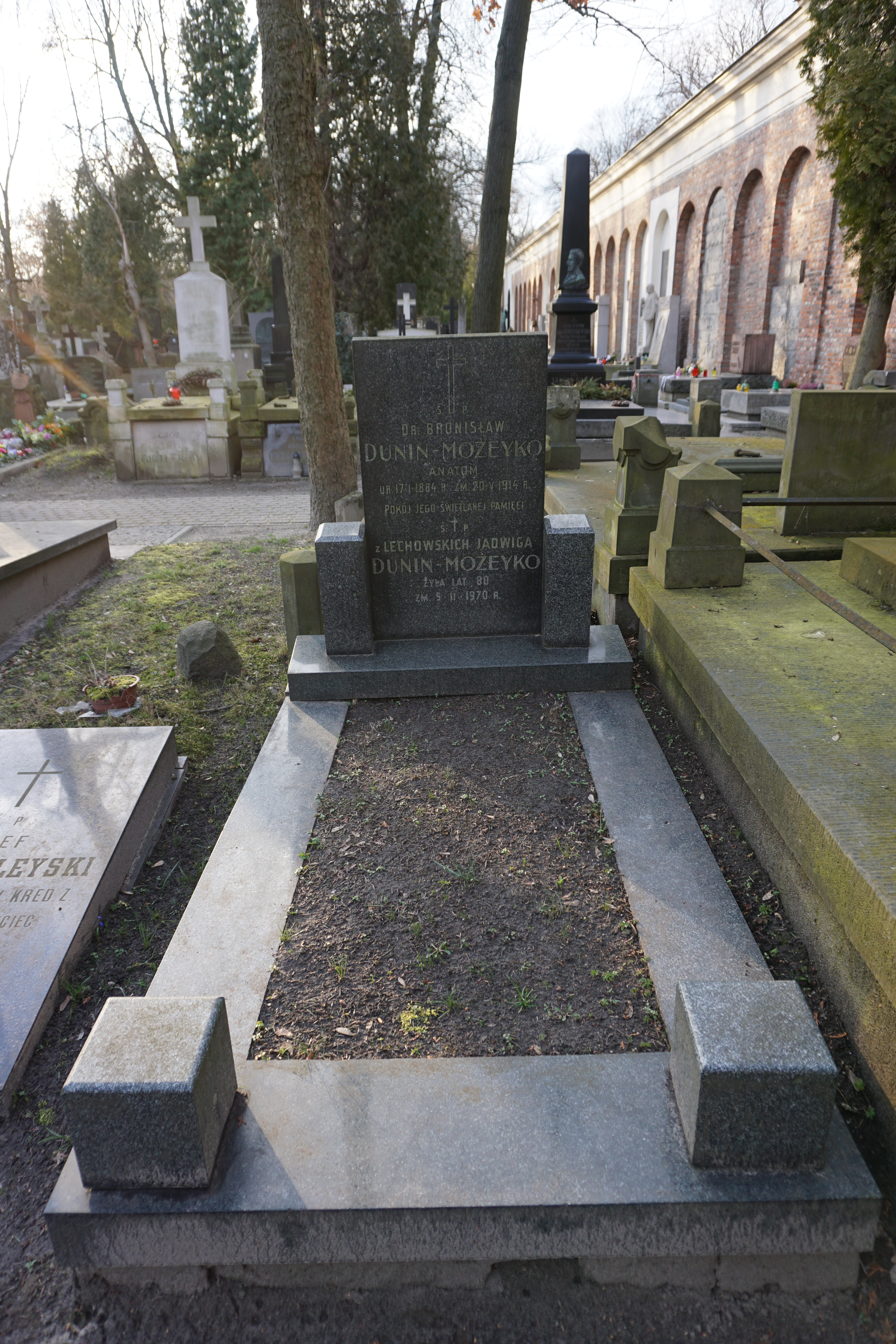
Grób Bronisława Możejki na cmentarzu Powązkowskim

Bronisław Możejko (ur. 17 lutego 1884 w Bołondziszkach, zm. 20 maja 1914 w Warszawie) – polski zoolog zajmujący się anatomią porównawczą kręgoustych i ryb.

## Życiorys
Urodził się w Bołondziszkach na Litwie, w rodzinie ziemiańskiej. Wcześnie osierocony przez rodziców, wychowywany był przez krewnych w Tambowie. Po ukończeniu gimnazjum w Petersburgu studiował na Uniwersytecie w Petersburgu. Specjalizował się w zoologii u Władimira Szimkiewicza. Od września 1909 do sierpnia 1910 był kustoszem muzeum przyrodniczego w Symferopolu, gdzie pracował naukowo pod kierunkiem Zygmunta Mokrzeckiego. Pracował potem w pracowni zootomicznej Cesarskiego Uniwersytetu Warszawskiego Pawła Mitrofanowa i w szkole realnej w Grodzisku. Odbywał staże w stacji zoologicznej w Neapolu i w zakładzie anatomii porównawczej Uniwersytetu Jagiellońskiego u Henryka Hoyera. Żonaty z Jadwigą z Lechowskich (1890–1970), dzieci nie mieli. Interesował się językoznawstwem, opanował jakoby 12 języków. Pozostawił w rękopisie artykuł O gwarach polskich w powiecie trockim. Był współautorem podręcznika gramatyki włoskiej w języku rosyjskim. Zmarł na gruźlicę, pochowany jest na cmentarzu Powązkowskim (kwatera 168-5-3).

## Dorobek naukowy
Możejko był autorem ponad 30 prac naukowych w językach polskim, rosyjskim, niemieckim i francuskim. Głównym obszarem jego zainteresowań naukowych była anatomia porównawcza układu naczyniowego u niższych strunowców (lancetnika, minogów i ryb) oraz narządów zmysłów minogów. Przedwczesna śmierć uniemożliwiła mu publikację podręcznika techniki histologicznej i słownika terminologii teratologicznej; materiały te pozostają w Archiwum Muzeum i Instytutu Zoologii PAN.

## Lista prac
- Courte notice sur l’injection de quelques mollusques acephales. Zeitschrift für wissenschaftliche Mikroskopie, 1909
- Sur l’injection tardive du systeme circulatoire. Zeitschrift für wissenschaftliche Mikroskopie  1909
- Ein interessanter Fall von Anomalie der Aortenbogen bei einer Rana esculenta. Anatomischer Anzeiger 34 (19), 1909
- Крыса. Руководство к вскрытию крысы, как пособие для практ. занятий по анатомии млекопитающих. Симферополь: Паровая тип. Таврич. губ. земства, 1909
- А.П. Нечаева, А.Г. Генкеля, Б.Э. Можейко. Руководство к устройству школьного естественно-исторического музея местной природы. Санкт-Петербург: Э.И. Блэк, 1911
- Prędki sposób preparowania kości dla badań osteologicznych. Kosmos, 1910
- Première étude tératologique. Bulletin de la Société des sciences vétérinaires de Lyon, 1910
- O zastosowaniu formaliny w celu przygotowania preparatów muzealnych. Kosmos, 1910
- O nastrzykiwaniu układu naczyniowego minoga. Kosmos 35, s. 931-940, 1910
- Badania nad budową układu krwionośnego i limfatycznego Minoga rzecznego (Petromyzon fluviatilis). Sprawozdania TNW, 1910
- Eine schnelle Methode zur Darstellung der Knochen fur osteologische Untersuchungen. Anatomischer Anzeiger 36 (11-12), s. 314-316, 1910
- Ueber eine Anwendung des Formalins zur Anfertigung von Museumspraparaten. Anatomischer Anzeiger 36 (11-12), s. 317-318, 1910
- Étude sur le système circulatoire de la lamproie (Petromyzon fluviatilis). Anatomischer Anzeiger 36 (23-24), s. 618-643, 1910
- Ueber die Injektion des Vascularsystems von Petromyzon fluviatilis. Zeitschrift für wissenschaftliche Mikroskopie, 1910
- Bemerkungen zu dem Artikel des Herrn Professor Rudolf Krause. Zeitschrift für wissenschaftliche Mikroskopie, 1909
- Studya nad anatomią Elobius talpinus. Wstęp do badań porównawczych nad budową Muridae i Arvicolidae. Sprawozdania TNW, 1911
- Badania nad układem krwionośnym i limfatycznym minoga rzecznego (Petromyzon fluviatilis). Księga pamiątkowa XI Zjazdu lekarzy i przyrodników polskich w Krakowie, 1911
- Zatoki Dohrn′a u minogów i stosunek ich do układu żylnego ogona. Sprawozdania TNW, 1911
- Badania nad układem naczyniowym minoga. Kosmos, 1911
- Ueber mikroskopische Injektionen nach der Methode des Prof. Heinrich Hoyer in Krakau. Zeitschrift für wissenschaftliche Mikroskopie und mikroskopische Technik 28 (4), s. 427-431, 1911
- Ueber intravitale Injektionen und Klassifikation der Injektionsmethoden. Zeitschrift für wissenschaftliche Mikroskopie und mikroskopische Technik 28 (4), s. 432-444, 1911
- Untersuchungen über das Vaskularsystem von Petromyzon fluviatilis. Zweite vorläufige Mitteilung. Ueber die Vaskularisation des Schwanzes. Anatomischer Anzeiger 40 (17-18), s. 469-486, 1912
- Untersuchungen über das Vaskularsystem von Petromyzon fluviatilis. Dritte Mitteilung. Ueber den Bau und den morphologischen Wert des Vaskularsystems der Petromyzonten. Anatomischer Anzeiger 40 (19-20), s. 506-513, 1912
- Untersuchungen über das Vaskularsystem der Petromyzonten. Vierte vorläufige Mitteilung. Nochmals über die Dohrn′sche Sinuse. Anatomischer Anzeiger 41 (15-16), s. 454-457, 1912
- Ist das Cyclostomenauge primitiv oder degeneriert? Anatomischer Anzeiger, 1912
- Uber das Gefassystem von Amphioxus. Anatomischer Anzeiger 42, 1912
- Mikrotechnische Mitteilungen. Uber die Herstellung der mit Berlinerblau gefarbten Leiminjektionsmasse. Zeitschrift für wissenschaftliche Mikroskopie, 1912
- Podkożnaja krowienosnaja sistema Łancetnika. Trudy Varšavskago Obŝestva Estestvoispytatelej, 1913
- Mikrotechnische Mitteilungen. Uber Karminfutterung des Amphioxus. Zeitschrift für wissenschaftliche Mikroskopie, 1913
- Badania porównawcze nad układem naczyniowym ryb. Sprawozdania TNW, 1913
- Über das Lymphgefäßsystem der Fische. Anatomischer Anzeiger 45 (4), s. 102–104, 1913
- Untersuchungen über das Gefäßsystem der Fische. I. Über das oberflächliche subcutane Gefäßsystem von Amphioxus. Mitteilungen aus der Zoologischen Station zu Neapol, 1913
- „Cyclostomen” (s. 524–583) W: Die Klassen und Ordnungen des Thier-Reich. Band 6, Vertebrata, Abt. 1: Fische (Fische), Buch 1: Einleitendes, Leptocardii und Cyclostomen, bearbeitet von Dr. E. Lönnberg, G. Favaro und B. Mozejko. Leipzig: Akad. Verlag, 1924